# Zimistrz
Zimistrz (ang. Wintersmith) – tytuł trzeciej książki o Tiffany Obolałej z serii Świat Dysku Terry’ego Pratchetta wydanej 27 listopada 2007.
Zimistrz jest trzecią z kolei książką opowiadającą o przygodach Tiffany Obolałej, po Wolnych Ciutludziach i Kapeluszu pełnym nieba. Wskutek protestów czytelników jest to pierwsza książka z tego cyklu nietłumaczona przez Dorotę Malinowską-Grupińską, ale przez Piotra Cholewę, tłumacza reszty cyklu Świat Dysku, przez co zmianie uległy nazwy i pojęcia. Poza zmianą imienia samej bohaterki (w tłumaczeniu Doroty Malinowskiej-Grupińskiej „Akwila Dokuczliwa”) nastąpił szereg innych zmian, m.in. Współżycz jest wspomniany jako Ulowiec, babcia Dokuczliwa w Zimistrzu stała się babcią Obolałą.